# Hanö
Hanö ist eine 2,14 Quadratkilometer große Ostsee-Insel in der nach ihr benannten schwedischen Hanöbucht vor dem Südwesten der historischen Provinz Blekinge und der Halbinsel Listerlandet. Die Insel ist 2,2 km lang von Nord (Bönsäcken) nach Süd (Äspudden), und 1,3 km breit. Der Hanö-Sund, der die Insel vom Festland trennt, ist an seiner engsten Stelle 3,6 km breit. Im gleichnamigen, einzigen Dorf Hanö an der Westseite der Insel leben 33 Menschen (Stand 31. Dezember 2008). Acht Jahre zuvor waren es noch 39.
Zu erreichen ist die autofreie Insel über Sölvesborg vom fünf Kilometer entfernten Fischereihafen Nogersund in 25 Minuten mit der M/S Vitaskär oder mit eigenem Boot. Auf der bis 60 Meter hohen Insel gibt es ein Vandrarhem und auf der höchsten Stelle den Leuchtturm Hanö fyr. Diese Stelle heißt nach dem Leuchtturm fyrplatsen (Feuerplatz). Die Hälfte der Insel ist bewaldet, zu einem großen Teil mit Hainbuchen. Die gesamte Insel ist Natura-2000-Gebiet. Es gibt eine frei lebende Herde von Damhirschen. Bemerkenswert sind die Windstärken auf Hanö, am 3. Dezember 1999 wurden 43 m/s gemessen, schwedischer Rekord außerhalb der Fjällgebiete. Ein kleines Museum am Hafen bietet Informationen über Natur, Geschichte, Fischerei und Kultur der Insel.
Die Insel gehört zur Gemeinde Sölvesborg.

## Geschichte
1759 kaufte Elsa Greta Schult Hanö der Krone ab. Bis heute ist die Insel in Privatbesitz.
Während der Napoleonischen Kriege beziehungsweise der Kontinentalsperre war Hanö im Schwedisch-englischen Krieg von 1810 bis 1812 Stützpunkt der englischen Flotte. Unter anderen war James Saumarez, 1. Baron de Saumarez hier mit der berühmten Victory kurzzeitig stationiert. An die Ereignisse erinnert ein „Seamans Graveyard“ für 15 hier bestattete britische Seeleute. Eine Abordnung der Royal Navy errichtete 1972 ein großes Holzkreuz.
1886 wurde eine Schule eingerichtet, die heutige Jugendherberge.
Ein erstes Leuchtfeuer erstrahlte 1869, der 1904–1906 gebaute Leuchtturm, 16 Meter hoch, wurde in den 1990er-Jahren automatisiert. Das Leuchtfeuer soll mit 23 sm die größte Tragweite in der Ostsee haben.